# Regierung Andrej Babiš I
Die Regierung Andrej Babiš war vom 13. Dezember 2017 bis zum 27. Juni 2018 die Regierung der Tschechischen Republik. Es handelte sich um eine Minderheitsregierung bestehend allein aus Ministern der Partei ANO 2011, die die Abgeordnetenhauswahl im Oktober deutlich gewonnen hatte. Ministerpräsident war Parteichef Andrej Babiš.
Die Regierung musste sich innerhalb von 30 Tagen einer Vertrauensabstimmung im Parlament stellen. Diese war zuerst für den 10. Januar geplant, zwei Tage vor der Präsidentschaftswahl, wurde aber bis nach der Wahl verschoben. Der von Präsident Miloš Zeman mit der Regierungsbildung beauftragte Babiš hatte es zuvor nicht geschafft, eine Koalition zu bilden, da er eine Zusammenarbeit mit der rechtspopulistischen SPD und den Kommunisten ausschloss und alle übrigen Parteien ihrerseits nicht in eine Koalition mit Babiš als Premier gehen wollten. Zeman vereidigte das Kabinett am 13. Dezember, obwohl keine parlamentarische Mehrheit, die die Minderheitsregierung stützen würde, garantiert war. Er sicherte Babiš seine Unterstützung bei den Verhandlungen zu.
Bei der Vertrauensabstimmung am 16. Januar 2018 wurde die Regierung Babiš nicht bestätigt. Daraufhin reichte Babiš den Rücktritt der Regierung ein. Staatspräsident Miloš Zeman nahm diesen an, beauftragte Babiš aber zugleich mit der Führung von Gesprächen zur Bildung einer neuen Regierung.

## Zusammensetzung
Die Regierung bestand aus 15 Ministern, davon 9 parteilose. Sechs Minister, Babiš inbegriffen, saßen bereits in der vorangegangenen Regierung Bohuslav Sobotka.
| Amt oder Ressort                                    | Name              | Partei             |
| --------------------------------------------------- | ----------------- | ------------------ |
| Ministerpräsident                                   | Andrej Babiš      | ANO                |
| Stellvertretender Ministerpräsident; Außenminister  | Martin Stropnický | ANO                |
| Stellvertretender Ministerpräsident; Umweltminister | Richard Brabec    | ANO                |
| Verteidigung                                        | Karla Šlechtová   | parteilos, für ANO |
| Inneres                                             | Lubomír Metnar    | parteilos, für ANO |
| Finanzen                                            | Alena Schillerová | parteilos, für ANO |
| Industrie                                           | Tomáš Hüner       | parteilos, für ANO |
| Justiz                                              | Robert Pelikán    | ANO                |
| Arbeit und Soziales                                 | Jaroslava Němcová | ANO                |
| Verkehr                                             | Dan Ťok           | parteilos, für ANO |
| Landwirtschaft                                      | Jiří Milek        | parteilos, für ANO |
| Gesundheit                                          | Adam Vojtěch      | parteilos, für ANO |
| Bildung                                             | Robert Plaga      | ANO                |
| Regionalentwicklung                                 | Klára Dostálová   | parteilos, für ANO |
| Kultur                                              | Ilja Šmíd         | parteilos, für ANO |